# Križ na sljemenu
Križ na sljemenu je građevina u obliku kršćanskog križa. Od križa krajputaša najviše se razlikuje po položaju, jer križevi krajputaši su kraj puteva, dok se ovi križevi postavljaju na sljemenima t.j. vrhovima uzvisina. Križ na sljemenu uglavnom nije podignut u spomen nekim osobama ili događajima, nego je općenite namjene, poput monumentalnog križa. Križ na sljemenu i monumentalni križ iste su namjene, ali položaj im ne mora uvijek biti isti, premda su monumentalni križevi često na sljemenima. Osim toga, križevi na sljemenu ne moraju biti monumentalne veličine, pa tako se križevi na sljemenu od monumentalnih razlikuju isključivošću smještaja te ponekad po kriteriju veličine. Namjena križeva na sljemenu je slična poput monumentalnih križeva ili križeva krajputaša. Namjena im je simbolizirati kršćanstvo tog kraja i istovremeno označavati Božju zaštitu nad tim krajem.
Monumentalni križ na nekim sljemenima nije postavljen nego tek obični manji križ zbog cijene, teške izvedivosti gradnje, nepristupačnosti terena i opasnosti gradnje na tim visinama zbog toga što za monumentalni križ, za razliku od običnog manjeg križa koji se postavi u desetak minuta do sat vremena, trebaju i mjeseci gradnje, a vremenske (ne)prilike na sljemenima, osobito onim višima, često se i iznenada promijene i gradnja po snažnom vjetru i opasnost od groma ometa sigurnost izgradnje. Tvoriva od kojih su izrađeni monumentalni križevi na sljemenima mogu biti armirani beton, kamen, čelik, bronca ili neka druga slitina, a može i drvo, dok kod onih manjih mogu poslužiti i druga priručna tvoriva, poput plastičnih.
Na Zajedničkom poslužitelju može se naći fotografije križeva na sljemenima u Hrvatskoj: na sljemenu Marjana, Srđa, Zmijina brda (Sv. Ilije), Vidove gore.